# Filip I av Taranto
Filip I av Taranto, född 1278, död 1331, var en monark i den grekiska korsfararstaten furstendömet Achaea från 1307 till 1313.